# Cagnò
Cagnò é uma comuna italiana da região do Trentino-Alto Ádige, província de Trento, com cerca de 368 habitantes. Estende-se por uma área de 3 km², tendo uma densidade populacional de 123 hab/km². Faz fronteira com Lauregno (BZ), Proves (BZ), Rumo, Revò, Livo, Cles.